# Carlo Felice Biscarra
Carlo Felice Biscarra (Torino, 26 marzo 1823 – Torino, 31 luglio 1894) è stato un pittore, critico d'arte e archeologo italiano.

## Biografia
Figlio di Gabriella Maineri e del pittore nizzardo Giovanni Battista Biscarra, direttore delle scuole del Nudo e di Pittura all'Accademia Albertina, riceve un'istruzione artistica e letteraria, quest'ultima sotto la guida degli illustri Pier Alessandro Paravia e Prospero Viani.
Dopo una collaborazione con il Messaggero torinese e la Rivista di Firenze, nel 1843 esordisce alla mostra della Società promotrice di belle arti di Torino, dove nel 1850 ottiene il primo grande successo con Cola di Rienzo che arringa il popolo romano, acquistato dal re Vittorio Emanuele II.
Dopo alcuni viaggi di formazione in Belgio, Francia e Inghilterra, è tra i soci fondatori del Circolo degli Artisti di Torino, del quale è presidente dal 1854 al 1858.
Nel 1860, su proposta di Massimo d'Azeglio, viene nominato segretario perpetuo dell'Accademia Albertina, che contribuisce a sviluppare in una moderna struttura artistica, auspicando l'applicazione del disegno all'ambito artigianale e industriale e introducendo nuovi corsi di studio, come la xilografia; qui lavora attivamente per la partecipazione italiana all'Esposizione universale di Parigi del 1867
Nel 1869 fonda, insieme al conte Luigi Rocca, L'Arte in Italia, pubblicazione mensile di belle arti pubblicata fino al 1873 e una delle prime riviste italiane riccamente illustrate con acqueforti e litografie realizzate da importanti artisti contemporanei; nello stesso anno, partecipa alla fondazione della Società L'Acquaforte.
Nel 1873 pubblica la Relazione storica intorno alla Reale Accademia Albertina di Belle Arti in Torino e nel 1875 I capolavori della Reale Pinacoteca di Torino.
Dal 1876 è socio perpetuo della Società di Archeologia e Belle Arti di Torino.
Muore a Torino il 31 luglio 1894.
Coniugato con la pittrice milanese Antonietta Alessio (1833-1866), tra i figli lo scultore Cesare (1859-1933) e la pittrice Emma (1863-1901).
Tra i suoi allievi, Angelo Baccalario, Vincenzo Lotti e Paolo Emilio Morgari.

## Opere pittoriche principali
- Costanza del re Carlo Felice in Sardegna (1847), olio su tela, Castello ducale di Agliè;
- Cola di Rienzo suscita il popolo romano a rivendicarsi in libertà, ed abbattere il tirannico giogo dei baroni di Roma (1850), olio su tela, Musei Reali, Torino;
- Dyalma, principe indiano (1850), olio su tela, Musei Reali, Torino;
- Una lezione di catechismo (1854) olio su tela, Musei Reali, Torino;
- Ritratto di Spartaco Vela (1855) olio su tela, Museo Vincenzo Vela, Mendrisio;
- La giovinezza del conte di Carmagnola (1857) olio su tela, collezione privata;
- I fratelli Zuccato mosaicisti nei Piombi di Venezia (1858) olio su tela, GAM Torino;
- Galileo che spiega la teoria del moto della terra dinanzi ai commissari dell'Inquisizione di Roma (1633) (1859) olio su tela, Castello ducale di Agliè;
- Fanfulla in S. Marco di Firenze (1859) olio su tela, collezione privata;
- La notte del 26 marzo 1822 (Pellico e Maroncelli lasciano le carceri di S. Michele), (1865) olio su tela, collezione privata;
- Filippo Lippi schiavo in Barberia (1862) olio su tela, collezione privata;
- Ritratto di Vittorio Emanuele II (1862) olio su tela, Museo nazionale del Risorgimento italiano, Torino;
- Giambellino che scopre il segreto della pittura ad olio, recato in Italia da Antonello da Messina (1863) olio su tela, collezione privata;
- Maso Finiguerra trova il modo di stampare le incisioni a bulino (1866) olio su tela, collezione privata;
- Francesco I re di Francia che riceve la saliera d'oro dal Cellini (1867) olio su tela, collezione privata;
- Laudomia intercede presso Niccolò de Lapi per la sorella Lisa (1868) olio su tela, Palazzo Dal Pozzo della Cisterna, Torino;
- La vecchia strada del Cenisio (1873) olio su tela, collezione privata;
- Capo Noli (1875) olio su tela, collezione privata;
- La pesca ai polipi nel golfo di S. Margherita Ligure (1877), olio su tela, collezione privata;
- La notte del 26 marzo 1822, Museo Civico di Saluzzo (non datato), olio su tela, Museo Civico di Saluzzo;
- Arresto di Silvio Pellico e Piero Maroncelli (non datato), olio su tela, Museo Civico di Saluzzo.

## Opere letterarie principali
- Opere di Massimo d'Azeglio artista (1866), eredi Botta editore;
- Corso pratico di disegno lineare per artisti ed industriali (1872), tradotto da Guido Schreiber, Editrice Dedalo Roma;
- Relazione storica intorno alla Regia Accademia Albertina di Belle Arti in Torino (1873), Vincenzo Bona Editore;
- I capolavori della Regia Pinacoteca di Torino (1874), Augusto Federico Negro editore.